# 2008年大阪影片视听室纵火事件
2008年大阪影片视听室纵火事件（日語：大阪個室ビデオ店放火事件），是2008年（平成20年）10月1日在大阪市浪速區發生的縱火事件，造成16人死亡。案發地點為浪速區的「VIDEO DVD CATS難波店」（試写室キャッツなんば店），犯人為無業遊民小川和弘。嫌犯被捕後一度辯稱抽菸不小心引發火勢，最後才終於坦承因為厭世，才會蓄意縱火。